# Scott Walker (politicus)
Scott Kevin Walker (Colorado Springs (Colorado), 2 november 1967) is een Amerikaans politicus en lid van de Republikeinse Partij. Tussen 2011 en 2019 was hij gouverneur van de Amerikaanse staat Wisconsin.

## Biografie
Walker werd geboren in Colorado Springs (Colorado) als een van de twee zonen van Patricia Ann "Pat" Walker, een boekhoudster, en Llewellyn Scott "Llew" Walker, een dominee.
Walker schreef zich in aan de Marquette University in Milwaukee in 1986. Hij ging er 4 jaar naar school, maar studeerde er nooit af. Tijdens zijn studies werkte hij parttime voor IBM, waarvoor hij aandelen verkocht. Zijn baan bij IBM leidde tot een voltijdse baan in marketing en fundraising bij het Amerikaanse Rode Kruis (1990-1994).
In november 2010 was Walker de Republikeinse kandidaat voor de gouverneursverkiezingen in de staat Wisconsin. Hij wist hierbij de Democratische kandidaat Tom Barrett met 52% van de stemmen te verslaan, en werd op 3 januari 2011 geïnstalleerd als de 45ste gouverneur van deze staat.

### Wisconsinprotesten
In zijn eerste jaar als gouverneur kreeg Walker te maken met hevige protesten, nadat hij in februari 2011 de Wisconsin Budget Repair Bill had voorgesteld. In dit wetsvoorstel stond dat mensen die voor de overheid werken hogere pensioenpremies moesten betalen. Ook ging de bijdrage voor hun zorgverzekering omhoog. Deze maatregelen waren volgens Walker noodzakelijk, omdat Wisconsin kampte met een begrotingstekort van 3.6 miljard dollar. Door de wet zouden de vakbonden ook geen cao-onderhandelingen meer mogen voeren namens ambtenaren. Hun macht zou dus fors worden ingeperkt.
De Democratische Partij had grote moeite met het idee. De Democraten waren in de Senaat weliswaar in de minderheid, maar om een stemming over de wet te laten doorgaan was er wel een quorum nodig. Op 20 februari verlieten veertien Democratische staatssenatoren Wisconsin en hielden zich schuil in Illinois om ervoor te zorgen dat de stemming niet door kon gaan. Het voorstel leidde ook tot massale protesten en de grootste demonstraties in Wisconsin sinds de Vietnamoorlog. Op 15 februari waren er al tienduizenden demonstranten verzameld in Madison, de hoofdstad van de staat. Dit aantal groeide uit tot zeker negentigduizend op 19 februari. Op 17 februari bezetten vijfentwintigduizend demonstranten het Senaatsgebouw. Dit gebouw werd pas op 3 maart op last van de rechter ontruimd.
De Republikeinen besloten op 9 maart de wet licht aan te passen, zodat deze formeel niet meer over de overheidsfinanciën ging, maar alleen over de vakbonden. Daardoor kon de wet alsnog worden aangenomen, omdat hiervoor geen quorum nodig was. In een stemming waarbij 18 staatssenatoren voor stemden en 1 tegen, werd de wet alsnog aangenomen. Een dag later stemde het Huis van Afgevaardigden van Wisconsin, met 53 voor en 42 tegen, ook in met de wet. Gouverneur Walker ondertekende de wet vervolgens op 11 maart. Een dag eerder legde hij in een opinie-artikel in The Wall Street Journal zijn beweegredenen uit. Volgens hem werden vooral ouderen door de vakbonden bevoordeeld. Zij hadden de meeste rechten en kostten het meeste geld. Daardoor was het voor een school bijvoorbeeld erg moeilijk om een oudere, niet goed functionerende docent, te ontslaan.
Later in de maand werd de wet opgeschort door een rechter, omdat er niet was voldaan aan de wettelijke eis om 24 uur inzage te bieden in de wet, voordat deze werd aangenomen.

### Herverkiezingen
Het conflict rond de plannen van Walker deed zijn tegenstanders het initiatief nemen voor een terugroeping, ofwel tussentijdse gouverneursverkiezingen. Deze konden, conform de wet van Wisconsin, echter pas plaatsvinden vanaf één jaar na het aantreden van de gouverneur. Er waren 540.000 handtekeningen voor nodig, die in 60 dagen verzameld dienden te worden, een vereiste waar ruimschoots aan werd voldaan. De campagne begon al halverwege 2011, terwijl de uiteindelijke verkiezingen plaatsvonden op 5 juni 2012. Het was in de historie van de Verenigde Staten pas de derde keer dat een gouverneur met een dergelijke terugroeping te maken kreeg.
Net als anderhalf jaar eerder, werd Tom Barrett de gouverneurskandidaat van de Democratische Partij. In de campagne, die ook in de nationale pers breed werd uitgemeten, bleek dat Walker nog steeds op veel steun kon rekenen van kiezers in Wisconsin. Uiteindelijk slaagde Walker erin met 53% van de stemmen herkozen te worden, waarmee hij de eerste Amerikaanse gouverneur werd die een terugroeping overleefde. Bij de reguliere gouverneursverkiezingen van 2014 werd Walker nogmaals verkozen voor een termijn van vier jaar. Hij wist zijn Democratische opponent Mary Burke te verslaan met 52% van de stemmen.
In juli 2015 maakte Walker bekend dat hij zich kandidaat stelde voor de Amerikaanse presidentsverkiezingen van 2016. Op 21 september 2015 trok hij zich echter weer terug. Hij gaf in een verklaring aan de negatieve toon te betreuren die rond de Republikeinse campagne hing.
Bij de gouverneursverkiezingen van 2018 stelde Walker zich verkiesbaar voor een derde termijn als gouverneur van Wisconsin. Hij werd echter verslagen door Tony Evers van de Democratische Partij, die hem op 7 januari 2019 opvolgde.
- Gemeinsame Normdatei: 1191485196
- International Standard Name Identifier: 0000 0001 0837 5841
- Library of Congress Control Number: nb2005013487
- Virtual International Authority File: 65990057
- WorldCat: E39PBJkTcKVdMY43BcQbT6WYyd